# Phlogophora minor
Phlogophora minor là một loài bướm đêm trong họ Noctuidae.